# Плютеєві
Плютеєві (Pluteaceae) — родина базидіомікотових грибів класу агарикоміцети (Agaricomycetes).

## Опис
Плодові тіла добре розвинені. Шапинки білі або яскраві. Пластинки вільні. Споровий порошок рожевий. Ніжка центральна, без кільця.

## Класифікація
Родина містить 364 види у чотирьох родах:
- Chamaeota
- Pluteus
- Volvariella — Вольваріелла
- Volvopluteus